# Монреаль Экспос
«Монреаль Экспос» (фр. Les Expos de Montréal, англ. Montreal Expos) — профессиональный бейсбольный клуб из Монреаля (провинция Квебек, Канада), игравший в Главной лиге бейсбола в 1969—2004 годах. В 2004 году клуб переехал в Вашингтон, где выступает под названием «Вашингтон Нэшионалс».

## История
В результате расширения Главной лиги бейсбола в 1969 году «Экспос» стали первым её клубом за пределами США (второй канадской командой в лиге будут «Торонто Блю Джейс» в 1977 году). Лучшим достижением клуба стал выход в финал Национальной лиги в сезоне 1981.